# Jan Kuligowski
Jan Felicjan Kuligowski (ur. 10 czerwca 1936 w Płońsku) – polski doktor ekonomii, poseł na Sejm X kadencji, były wiceminister transportu.

## Życiorys
W 1961 ukończył studia w Wyższej Szkole Ekonomicznej w Sopocie, w 1975 obronił doktorat z zakresu ekonomii na Wydziale Ekonomiki Transportu Uniwersytetu Gdańskiego. Odbył staże zagraniczne w Norwegii, Danii i Stanach Zjednoczonych. W latach 50. był inspektorem kredytów Narodowego Banku Polskiego w Piszu, później pracował jako zastępca kierownika wydziału w Przedsiębiorstwie Połowów i Usług Rybackich Arka Gdynia. Od 1963 przez ponad czterdzieści lat pozostawał pracownikiem naukowym w Katedrze Makroekonomii UG. Zajmował się także doradztwem w zakresie zarządzania finansami przedsiębiorstw (m.in. w latach 80. jako prezes zarządu Spółdzielni Pracy „Doradca” w Sopocie).
Od 1954 do rozwiązania należał do Polskiej Zjednoczonej Partii Robotniczej, dwukrotnie był sekretarzem Komitetu Uczelnianego partii. W 1989 uzyskał mandat posła na Sejm kontraktowy z okręgu gdańskiego. Na koniec kadencji należał do Poselskiego Klubu Pracy, zasiadał w Komisji Polityki Gospodarczej, Budżetu i Finansów, której był zastępcą przewodniczącego oraz w Komisji Samorządu Terytorialnego, Gospodarki Przestrzennej i Komunalnej i w jednej komisji nadzwyczajnej. Nie ubiegał się o reelekcję. W latach 1990–1991 pełnił funkcję sekretarza stanu w Ministerstwie Transportu i Gospodarki Morskiej.
W latach 90. był także konsultantem w ramach Gdańskiej Fundacji Kształcenia Menedżerów, w 1996 objął stanowisko sekretarza międzyrządowego programu współpracy VASAB 2010. Został prowadzącym zajęcia w Wyższej Szkole Międzynarodowych Stosunków Gospodarczych i Politycznych w Gdyni.
Odznaczony Złotym Krzyżem Zasługi (1980).